# Al-Qa'im Al Muhammad
El título de al-Qa'im Āl Muhammad (en árabe: قائم آل محمد‎, «el que se levanta, de la familia de Mahoma»), también al-Qāʾim bi ʾl-sayf («el que se levanta con la espada») o al-Qāʾim bi-amr Allāh («el que lleva a cabo la orden de Dios»), se le da a una figura mesiánica en la escatología del Islam chiita, a veces equiparado con el Mahdi. El término se utilizó por primera vez en el siglo VIII para referirse a un futuro miembro de la familia de Mahoma que se levantaría y derrotaría a los malvados gobernantes de la era y restablecería la justicia.
Según Naser Josrow, un alto dignatario de los imanes fatimíes ismailí, la línea de imanes de entre los descendientes del imán 'Ali, aunque el imán Husayn culminará finalmente con la llegada del Señor de la Resurrección (Qāʾim al-Qiyāma). Se cree que este individuo es el ser perfecto y el propósito de la creación y, a través de él, el mundo saldrá de la oscuridad y la ignorancia y «entrará en la luz de su Señor» (Corán 39:69). Su era, a diferencia de la de los enunciadores de la revelación divina (nāṭiqs) que vinieron antes que él, no es una en la que Dios prescribe a la gente que trabaje, sino una era de recompensa para aquellos «que trabajaron en cumplimiento del mando (de los Profetas) y con conocimiento». Preceder al Señor de la Resurrección es su prueba (ḥujjat). Se dice que el verso del Corán que reza que «la noche del poder (laylat al-qadr) es mejor que mil meses» (Corán 97:3) se refiere a él, cuyo conocimiento es superior al de mil imanes, aunque su rango, colectivamente, es uno. Josrow también reconoce a los sucesores del Señor de la Resurrección como sus delegados (khulafāʾ).
Según algunos hadiz Imamíes, todo imām es el qāʾim de su era (al-qāʾim ahl zamānihi). El duodécimo y último imām, que está en ocultación y regresará, es comúnmente conocido como Muḥammad al-Qāʾim.